# Scapanus latimanus
Scapanus latimanus es una especie de musaraña de la familia Talpidae.

## Distribución geográfica
Se encuentra en el norte de Baja California (México) y en California, Nevada y Oregón (Estados Unidos)